# Йоста Лефгрен
Йоста Лефгрен (швед. Gösta Löfgren, нар. 29 серпня 1923, Мутала — пом. 5 вересня 2006) — шведський футболіст, що грав на позиції нападника. По завершенні ігрової кар'єри — тренер. Найкращий шведський футболіст 1955 року.

## Клубна кар'єра
У дорослому футболі дебютував 1951 року виступами за команду клубу «Мотала» з рідного містечка, в якій провів сім сезонів.
1960 року перейшов до клубу «Норрчепінг», за який відіграв чотири сезони. Більшість часу, проведеного у складі «Норрчепінга», був основним гравцем атакувальної ланки команди. У складі «Норрчепінга» був одним з головних бомбардирів команди, маючи середню результативність на рівні 0,43 голу за гру першості. Завершив професійну кар'єру футболіста виступами за команду «Норрчепінг» у 1963 році.

## Виступи за збірну
1951 року дебютував в офіційних матчах у складі національної збірної Швеції. Протягом кар'єри у національній команді, яка тривала 11 років, провів у формі головної команди країни 40 матчів, забивши 12 голів.
У складі збірної був учасником футбольного турніру на Олімпійських іграх 1952 року у Гельсінкі, по результатах якого став бронзовим олімпійським медалістом, а також домашнього для шведів чемпіонату світу 1958 року, де разом з командою здобув «срібло».

## Кар'єра тренера
Розпочав тренерську кар'єру, повернувшись до футболу після невеликої перерви, 1971 року, очоливши тренерський штаб клубу «Норрчепінг». Досвід тренерської роботи обмежився цим клубом, в якому Лефрен пропрацював до 1972 року.
Помер 5 вересня 2006 року на 84-му році життя.

## Титули і досягнення

### Командні
- Бронзовий олімпійський призер: 1952
- Віце-чемпіон світу: 1958

### Особисті
- Найкращий шведський футболіст року (1):

1955